# Castello di Bratislava
Il castello di Bratislava (in slovacco, Bratislavský hrad) è situato nel centro storico della capitale della Slovacchia.  
Sulla sommità di una collina rocciosa, in una posizione dominante rispetto al fiume Danubio, fu costruito durante il X secolo.
Durante il XVI secolo il castello era la dimora del re di Ungheria, almeno fino a quando la corona ungherese non fu unita a quella asburgica.

Tra il 1740 e il 1780 Maria Teresa d'Austria fece apportare grandi modifiche al palazzo, ma nel 1811 un incendio lo distrusse completamente.

La sua ricostruzione avvenne solo nel 1953 ed ebbe fra i suoi sostenitori più combattivi lo scrittore e pittore Janko Alexy.
Da qui è possibile godere di una vista eccellente della città di Bratislava e, se il tempo è sereno, anche di Vienna e persino dell'Ungheria.
Le sue quattro torri sono considerate il simbolo della città, tanto che il castello è raffigurato sulla faccia nazionale delle monete slovacche da 10, 20 e 50 eurocent.
Il castello ospita il Museo Nazionale Slovacco ed è stato temporaneamente la residenza ufficiale del Presidente della Repubblica slovacca oggi in alcune occasioni viene utilizzato come sede di rappresentanza dal Presidente e dal Parlamento.

## Storia
Il sito del castello è abitato da migliaia di anni, a causa della sua posizione strategica nel cuore dell'Europa, e come luogo di transito lungo la via tra i Carpazi e le Alpi. La popolazione della Cultura di Boleràz, che rappresenta la fase iniziale della Cultura di Baden, fu la prima a noi nota ad aver costruito un insediamento sulla collina occupata dal castello. Ciò accadde intorno al 3500 a.C., ovvero nella prima Età del rame. Il loro castello era composto da un insediamento fortificato e da un'acropoli, sui quali è stata poi edificata la Città Vecchia. Ulteriori ritrovamenti provenienti da scavi sulla collina del castello risalgono alla Cultura di Hallstatt (ovvero dalla prima Età del Ferro 750-450 a.C.). A quel tempo la popolazione della Cultura di Kalenderberg ricavò una costruzione scavata nella roccia della collina; anche questa volta l'edificio ebbe la funzione di acropoli per l'insediamento. Durante il periodo della Cultura di La Tène (tarda Età del Ferro 450 - 1 a.C.) la collina del castello divenne un importante centro della civiltà celtica. Dopo il 125 a.C. il castello ebbe la funzione di acropoli per l'oppidum dei Celti Boii.
Data la sua posizione proprio in prossimità del Danubio, e confinando a partire dal 9 a.C. con l'Impero Romano, la fortezza fu colonizzata dai Romani dal I al IV secolo, come è testimoniato dai reperti lasciati dalle legioni romane (Legione XIII GAN, Legione X GEPF, ecc.) e da alcuni resti architettonici.
La situazione si modificò con l'arrivo nel territorio di Bratislava degli Slavi, inizialmente costoro fecero uso delle precedenti strutture costruite dai Celti e dai Romani, aggiungendovi alcune opere di fortificazione.
 Probabilmente, alla fine dell'VIII secolo (e comunque non più tardi degli inizi del IX) venne costruito durante l'epoca del Principato di Nitra un bastione in legno con una superficie di 55.000 metri quadri. Nella seconda metà del IX secolo, all'epoca della Grande Moravia, venne aggiunto una fortificazione in pietra circondata da abitazioni civili e da una basilica.

Pianta della Basilica costruita nell'area del castello durante il IX secolo.

Questo edificio sacro risulta essere la più grande basilica del periodo della Grande Moravia presente nel territorio della Slovacchia. La costruzione del castello da parte degli Slavi fu possibile anche grazie all'uso del materiale ricavato dall'antica fortezza romana. Ciò potrebbe trovare conferma nella disputata affermazione dello storico tedesco del XVI secolo, Giovanni Aventino, secondo il quale (facendo riferimento a fonti ormai perdute) il castello venne edificato intorno all'807 dal principe della Grande Moravia "Uratislaus" (ovvero Vratislav) al posto della fortezza romana di frontiera denominata Pisonium, e il nuovo insediamento prese in suo onore il nome di Wratisslaburgium. Intorno al 900 sia il castello che il territorio da esso controllato vennero affidati in qualità di feudo a Predslav, terzogenito del sovrano della Grande Moravia Svatopluk I, dal quale il castello assunse il suo nome in lingua germanica di Presburgo. La versione più antica di questo nome è Preslava, ed è apparsa per la prima volta nel 907 negli Annali di Salisburgo per indicare la battaglia di Presburgo, nelle forme di Brezalauspurc(h), Braslavespurch e Pressalauspruch. Intorno all'anno 1000 il nome Preslav(v) a Civitas apparve su alcune monete ungheresi per indicare il Castello di Breslavia.

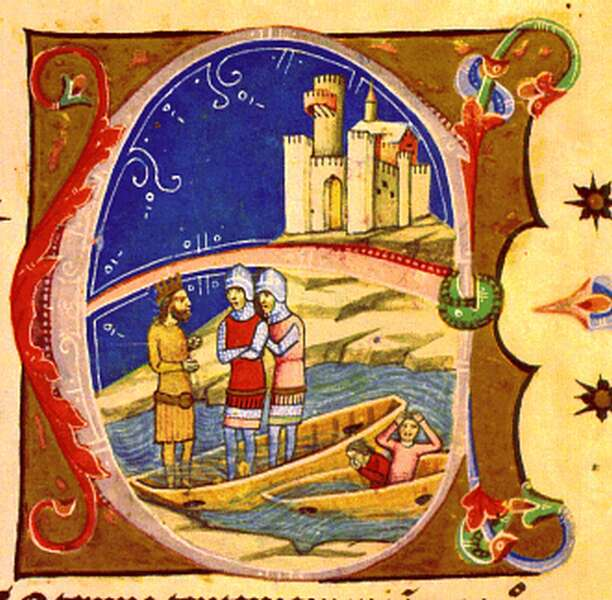
Miniatura da un manoscritto del XIV secolo Chronicon Pictum, che rappresenta re Enrico III il Nero che perde la sua flotta nei pressi del Castello di Bratislava.

La costruzione della nuova struttura in pietra ebbe inizio intorno al X secolo ma le opere di fortificazione furono molto lente. Sotto il regno di Stefano I d'Ungheria (1000 - 1038), il castello di Bratislava era già annoverato tra i castelli più importanti appartenenti al Regno d'Ungheria. Esso divenne la sede del Comitato di Pozsony e posto a protezione del regno contro i continui assalti da parte delle popolazioni boeme e germaniche, giocando altresì un ruolo fondamentale durante la lotta per il trono d'Ungheria a seguito della morte di re Stefano I. Nel 1052 Enrico III il Nero Imperatore del Sacro Romano Impero, cercò di conquistare il castello, ma secondo la tradizione ungherese, un soldato del castello, di nome Zothmund, nuotò fino sotto le navi degli invasori e vi provocò dei buchi facendole affondare. Re Salomone d'Ungheria visse tra le mura del castello fino al suo imprigionamento a Nitra per ordine di Ladislao I d'Ungheria.
In questo stesso periodo la vecchia costruzione in pietra subì un ammodernamento e vide l'aggiunta della chiesa del Santissimo Salvatore, di una sala capitolare e di un istituto per l'educazione degli ecclesiastici. Circa 100 anni dopo il castello fu il rifugio di Stefano III d'Ungheria in fuga dai suoi nemici.
Nel XII secolo il castello venne trasformato in un palazzo in pietra in stile proto-Romanico (probabilmente intorno al 1179) quando re Béla III d'Ungheria decise di fare della città di Esztergom la sede definitiva dei sovrani del Regno d'Ungheria; quando re Béla accolse l'appello di papa Gregorio VIII di partecipare alle Crociate, il Castello di Bratislava e i suoi dintorni si trasformarono in un punto di raccolta degli eserciti crociati, nel 1189 le truppe di Federico Barbarossa utilizzarono il castello come campo base per la loro tappa verso la Terra Santa. Dal momento che i continui pellegrinaggi nel castello costituivano un problema per la sicurezza dell'intera struttura, il re Emerico d'Ungheria chiese a papa Innocenzo III nel 1204 il permesso di spostare tutti gli edifici ecclesiastici fuori dalle mura; dopo prolungate resistenze da parte della Chiesa, infine nel 1221, con l'approvazione di papa Onorio III fu possibile escludere ogni attività di culto all'interno delle mura del castello; tutti gli edifici e le istituzioni ecclesiastiche nel Castello vennero quindi spostate nella città sottostante. 
 Secondo alcune testimonianze storiche, nel 1207 nacque nel Castello Andrea II d'Ungheria, figlio di Béla III e di sua moglie Agnese e padre della futura santa Elisabetta d'Ungheria.
Grazie alle sue ottime fortificazioni, il Castello di Bratislava fu una delle poche fortezze ungheresi capaci di resistere all'assalto delle orde mongole sferrato tra il 1241 e il 1242 contro il Regno d'Ungheria. Proprio in risposta a questi continui assalti, venne edificata un'enorme torre nel 1245 a fianco delle costruzioni più antiche. Si trattava di un'enorme torre alla quale si aggiunsero altre sette torri minori a forma quadrata all'interno della fortezza di pietra e un muro massiccio tutto intorno al palazzo residenziale. La maggiore delle torri venne utilizzata come torre angolare per il muro di cinta. Nel XXI secolo, questa torre è incorporata all'interno della struttura del castello, ed è identica alla "torre della Corona", che è la torre più ampia delle quattro tuttora esistenti. Quest'ultima venne probabilmente edificata intorno al 1250 quando il Castello era anche sede dei Cavalieri Ospitalieri.
 Nel 1271 il re Premislide Ottocaro II di Boemia invase il territorio dell'attuale Slovacchia occidentale e incaricò il suo cavaliere Egid di sovrintendere al castello appena conquistato. Due anni dopo lo stesso Egid si ribellò ad Ottocaro che lo sconfisse in battaglia ma, a causa di pressanti problemi interni al suo stesso regno, dovette abbandonare il Castello e il suo territorio.

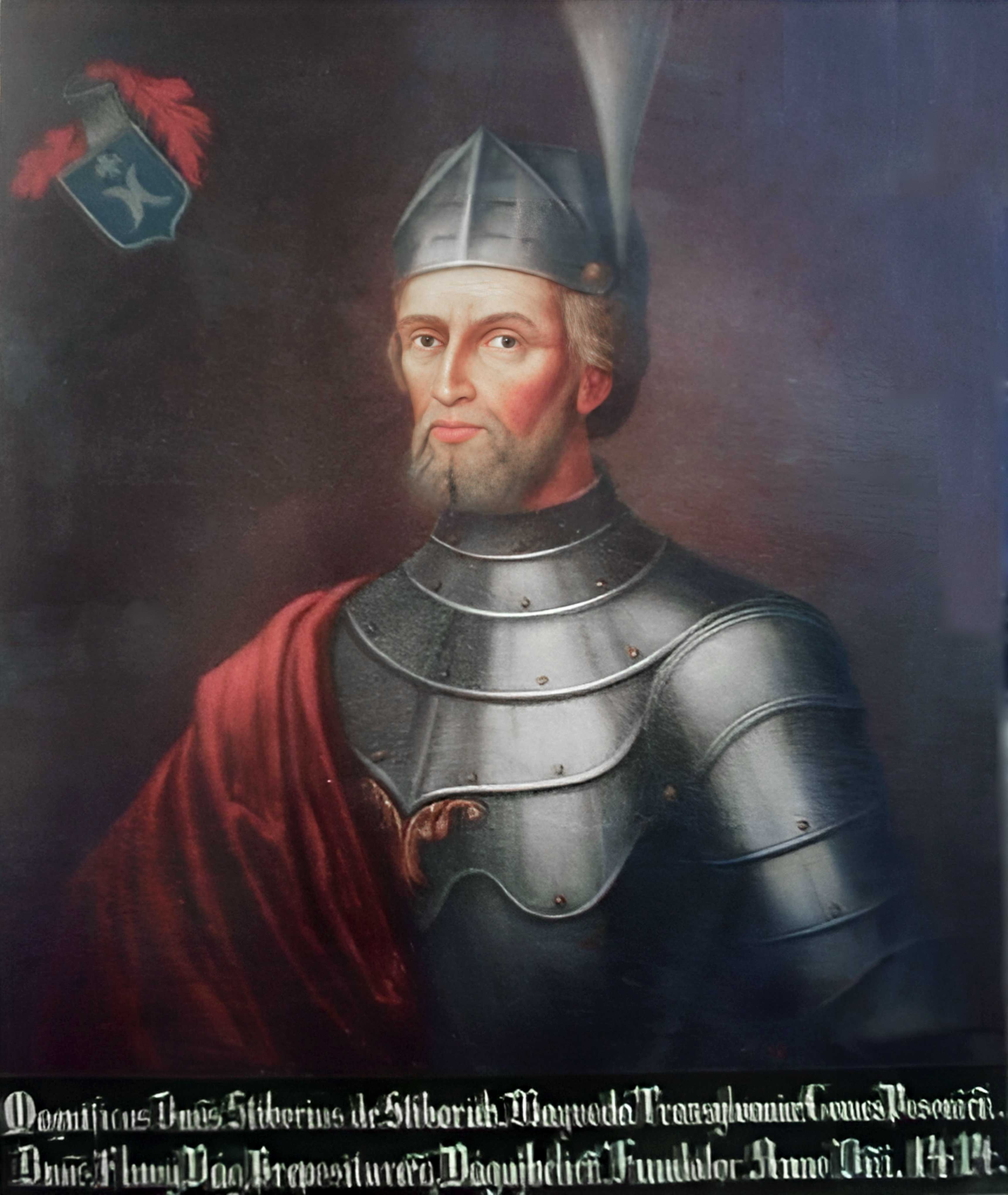
Ultimo ritratto conosciuto di Stibor di Stiboricz, nobile al servizio della corona ungherese, che riconquistò il Castello di Bratislava nel 1389.

Nel 1285 il nobile austriaco Nicola di Güssing, conquistò il Castello per utilizzarlo come base per guidare una rivolta contro il Re d'Ungheria, ma venne sconfitto. Subito dopo nel 1287, il duca austriaco Alberto I d'Asburgo occupò il Castello ma venne sconfitto da Matteo III Csák al servizio di Andrea III d'Ungheria; come ricompensa dei suoi servigi Matteo III venne eletto amministratore del Comitato di Pozsony. Tra il 1302 e il 1322 il Castello venne nuovamente occupato da un nobile austriaco, Rodolfo IV d'Asburgo.
Nel 1385 il Castello e il suo territorio vennero occupati da Sigismondo di Lussemburgo che un anno dopo cedette ai suoi cugini, i margravi moravi Jošt e Prokop, come pegno per una cospicua somma di denaro ricevuta in prestito. Nel 1389, tuttavia, il Castello e il suo territorio venne riconquistato dal nobile di origini polacche, Stibor di Stiboricz, al servizio della corona ungherese, la quale, come ricompensa dell'impresa lo nominò Ispán (Conte) di Pozsony; in suo onore venne edificata una cappella all'interno del Castello. 
 Nel 1421 il Castello e il comitato di Pozsony vennero affidati ad un altro importante alleato della corona d'Ungheria, la famiglia Rozgonyi. Tra il 1420 e il 1430 Re Sigismondo, decise di fare del Castello di Bratislava - grazie alla sua posizione centrale - il fulcro del suo nuovo impero. Nel 1423 il re ordinò alla famiglia Rozgonyi di implementare le opere di fortificazione del Castello, come baluardo contro gli assalti dei suoi avversari Hussiti, dal momento che il Castello era situato a poca distanza dal confine ceco e fino a quel momento era protetto unicamente dalle sue vetuste strutture in legno.

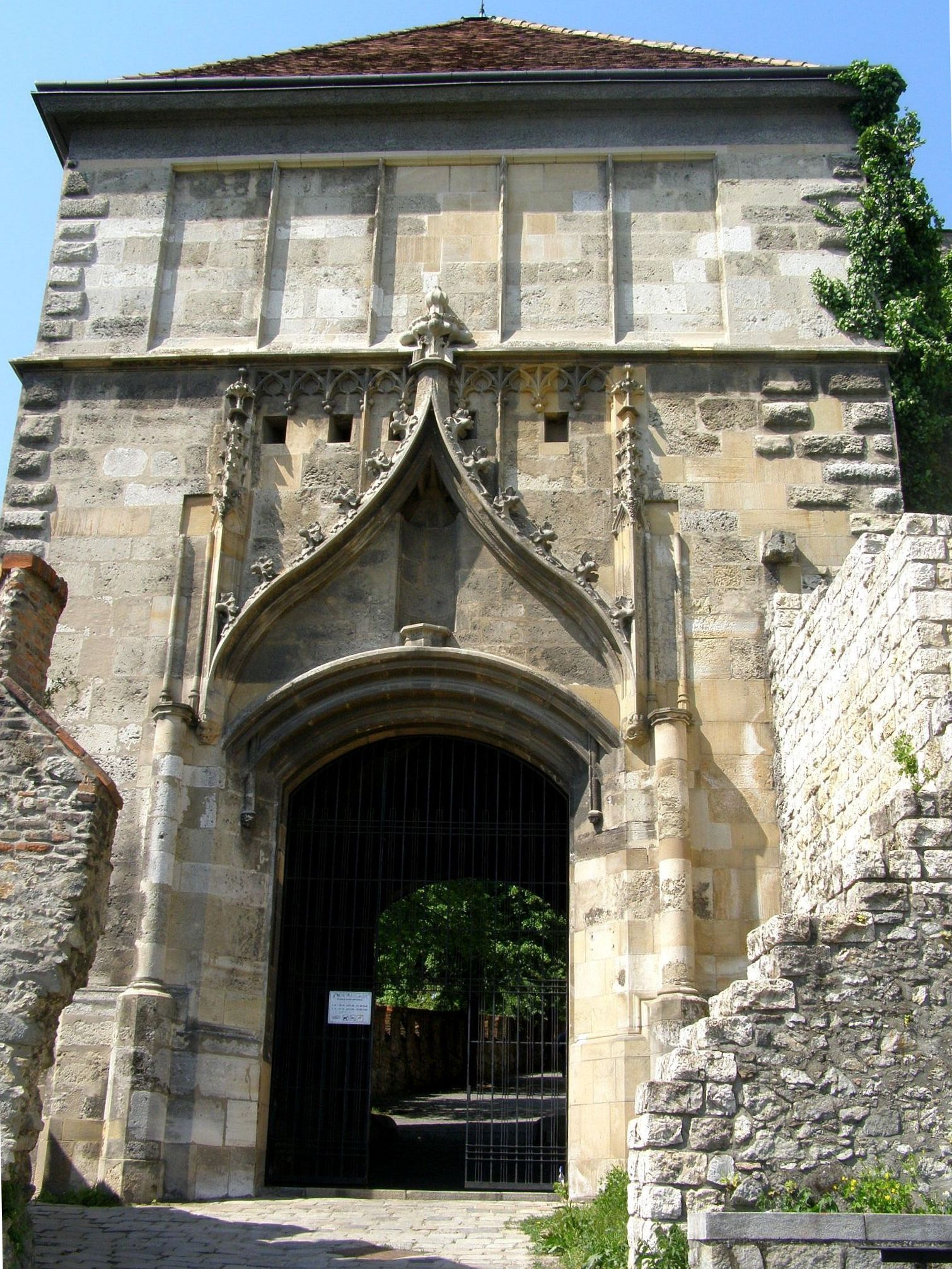
La cosiddetta Porta di Sigismondo o Porta Corvino.

Ma una totale e radicale ristrutturazione della fortezza venne operata tra il 1431 e il 1434 quando vennero invitati espressamente per queste opere i migliori esperti dalla Germania, si trasportarono materiali dall'Austria e vennero emanati speciali balzelli per la costruzione del castello più grande che fosse mai stato costruito nella regione. Come supervisore dell'intera operazione venne nominato Konrad von Erlingen. La grande torre residenziale venne demolita e iniziò a prendere forma la nuova struttura in stile gotico che si può vedere approssimativamente ancora vedere ai giorni nostri (fatta eccezione per le due torri). Attualmente l'unica parte originale conservatasi di quel periodo è la cosiddetta "Porta di Sigismondo" (nota anche come "Porta Corvino"), ovvero l'ingresso orientale all'interno delle mura; altre parti di minore rilevanza sono conservate nel palazzo principale. Tuttavia, nonostante gli ingenti sforzi, i piani iniziali di Sigismondo non vennero realizzati, dal momento che il Castello non divenne mai la sua residenza, che divenne invece la città sottostante. Dopo la sua morte nel 1437, la sua vedova consorte, Barbara di Cilli, venne imprigionata nel Castello dal nuovo sovrano Alberto II d'Asburgo. Quando il Castello sarebbe dovuto diventare la residenza di Ladislao il Postumo, tra il 1440 e il 1443 scoppiò un terribile conflitto tra gli occupanti del castello, i nobili della famiglia Rozgony (che supportavano l'antagonista pretendente al trono d'Ungheria, Ladislao III di Polonia) e gli abitanti della sottostante cittadina, i quali parteggiavano per la regina Elisabetta di Lussemburgo, in qualità di reggente in nome del figlio Ladislao. Le riparazioni effettuate nel 1452 e nel 1463, nonché la costruzione del pozzo nel cortile interno, furono la conseguenza di questa lotta intestina.

### La riconversione durante il Rinascimento
Subito dopo la sconfitta del Regno d'Ungheria nella Battaglia di Mohács del 1526, durante la quale perì il sovrano ungherese Luigi II d'Ungheria e Boemia, la sua vedova Maria d'Asburgo abbandonò Buda e si rifugiò nel Castello. Il tesoro della corona (composto in larga parte di oggetti d'arte molto preziosi, dello scettro, della mela e la spada, e il celebre globo di Ladislao di Jagello noto come Astrolabium) vennero trasportati e custoditi nel Castello di Bratislava dal burgravio Giovanni Bornemisza. Tuttavia, non molto tempo dopo, questo pregevole tesoro venne in gran parte distrutto dal successore al trono, Ferdinando I d'Asburgo, per soddisfare il suo bisogno di finanziare una campagna militare all'interno dell'Ungheria Reale. Una piccola parte, tuttavia, sopravvisse e fu trasportata nella Camera del Tesoro di Vienna (Wiener Schatzkammer) oppure divenne parte delle proprietà personali di Maria.

### Residenza principale del Regno d'Ungheria (1531-1783)
Nel 1536, ma de facto già nel 1531 dopo che le armate turche dell'Impero ottomano avevano conquistato il territorio dell'attuale Ungheria, Presburgo divenne la capitale e sede della dieta e di tutte le autorità principali (nonché luogo d'incoronazione) di ciò che rimase del regno ungherese e denominato Regno d'Ungheria, e ora governato dall'austriaca Casa d'Asburgo. In conseguenza di ciò, dopo un lungo periodo di dimenticanza, il Castello di Bratislava tornò ad essere il centro politico fondamentale e la sede ufficiale della nuova casata reale, la quale tuttavia continuò a risiedere di fatto a Vienna. Nel contempo, a partire dal XVII secolo, il Castello e la città sottostante dovettero affrontare molte rivolte anti-asburgiche scoppiate all'interno del territorio slovacco. Fu così che tra il 1619 e il 1621 le truppe di Gabriele Bethlen occuparono il Castello, fino a quando non venne riconquistato nel 1622 dalle truppe imperiali. Tra il 1671 e il 1677 il Castello divenne sede dei tribunali contro i Protestanti e contro i protagonisti delle rivolte anti-asburgiche; per questo stesso motivo Imre Thököly, un altro importante protagonista della lotta anti-asburgica, cercò invano di conquistare le mura del Castello nel 1682-83.

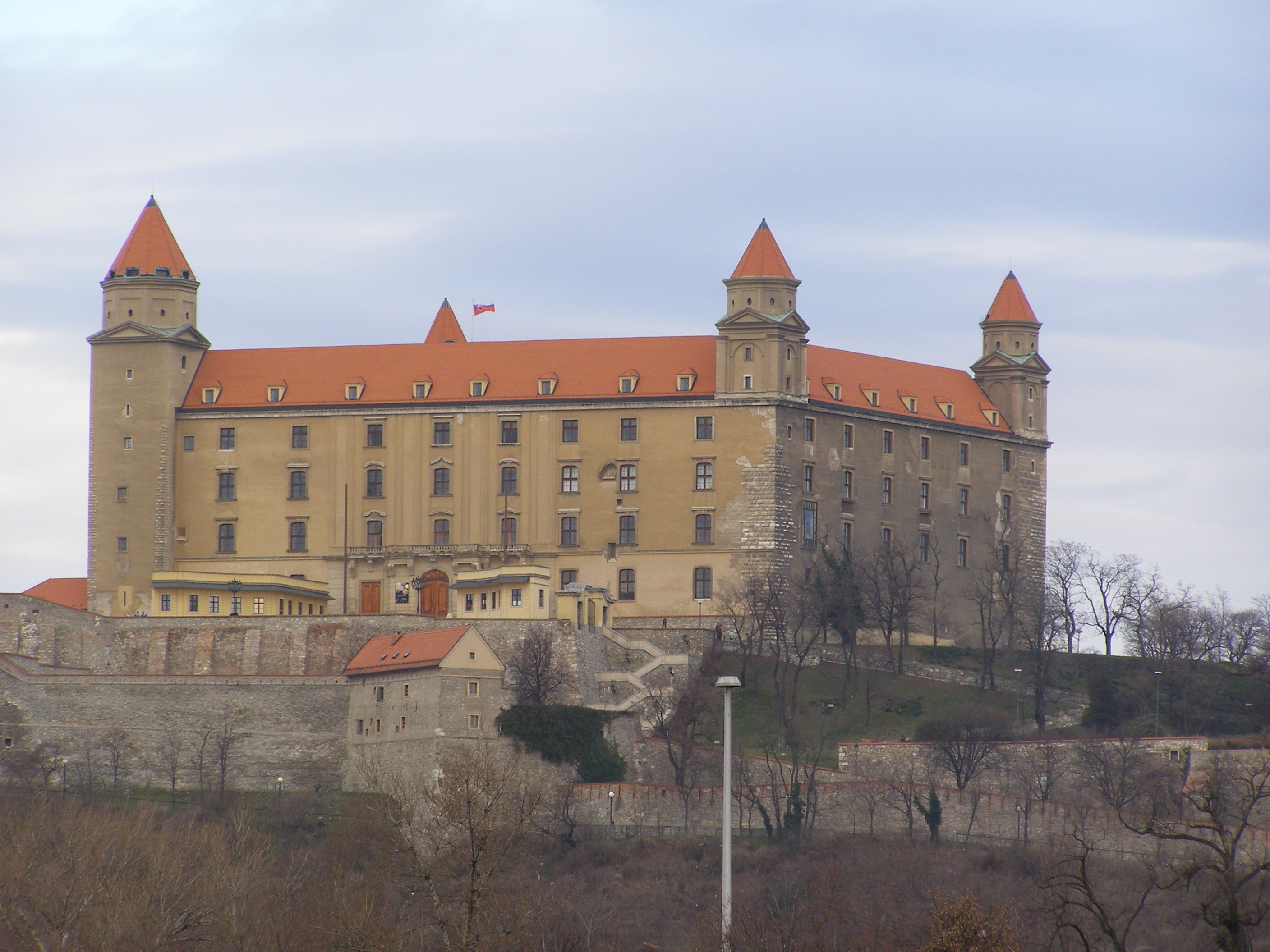
Il castello prima del rifacimento del 2008.

## Restauro
Nel 2008 è iniziata una costosa opera di rifacimento, della durata prevista di 5 anni, che ha portato alla verniciatura in bianco dell'intera struttura.

È stata inoltre prestata grande cura per le aiuole e i giardini circostanti.